# فلاديمير كوسما
فلاديمير كوسما (بالرومانية: Vladimir Cosma)‏ (و. 1940 – م) هو موزع، وملحن، وعازف كمان، وعازف بيانو من رومانيا. ولد في بوخارست.

## جوائز
حصل على جوائز منها:
- وسام جوقة الشرف من رتبة فارس.

## وصلات خارجية
- فلاديمير كوسما على موقع IMDb (الإنجليزية)
- فلاديمير كوسما على موقع ألو سيني (الفرنسية)
- فلاديمير كوسما على موقع ميوزك برينز (الإنجليزية)
- فلاديمير كوسما على موقع أول موفي (الإنجليزية)
- فلاديمير كوسما على موقع قاعدة بيانات الأفلام السويدية (السويدية)
- فلاديمير كوسما على موقع قاعدة بيانات الأفلام السويدية (السويدية)
- فلاديمير كوسما على موقع أول ميوزيك (الإنجليزية)
- فلاديمير كوسما على موقع ديسكوغز (الإنجليزية)
- فلاديمير كوسما على موقع قاعدة بيانات الفيلم (الإنجليزية)
- فلاديمير كوسما على موقع ليتربوكسد (الإنجليزية)